# جنگنده تاکتیکی پیشرفته

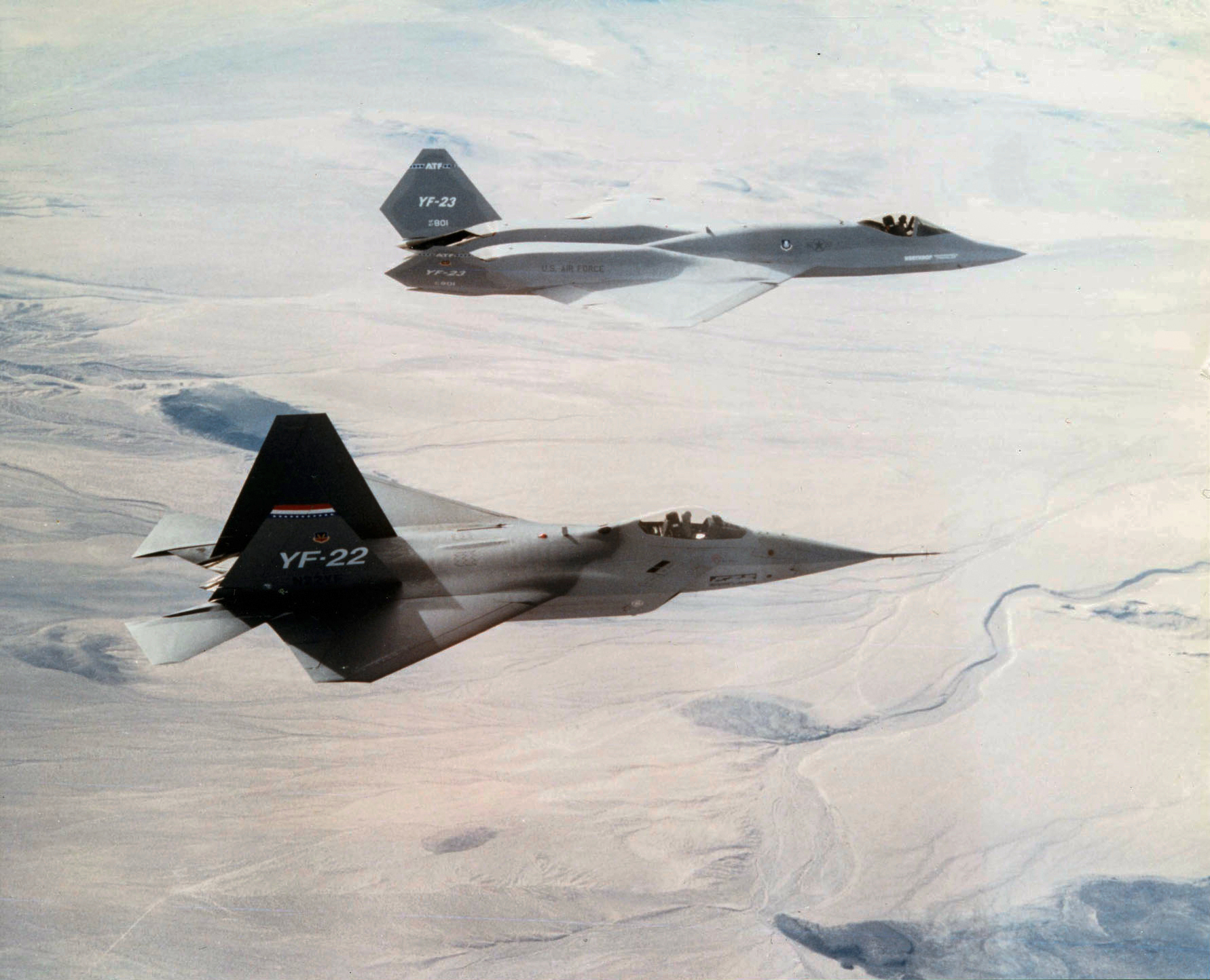
وای‌اف-۲۲ (جلو) و وای‌اف-۲۳ (عقب)

جنگنده تاکتیکی پیشرفته (انگلیسی: Advanced Tactical Fighter) برنامه‌ای بود که توسط نیروی هوایی ایالات متحده آمریکا در جهت توسعه یک جنگنده برتری هوایی نسل بعدی انجام گرفت. هدف از این برنامه، این بود که آمریکا قدرت مقابله با تهدیدهای جهانی همچون سوخو-۲۷ و میگ-۲۹ شوروی، که در دهه ۱۹۸۰ میلادی در دست توسعه بودند، را به دست بیاورد. لاکهید و نورثروپ در سال ۱۹۸۶، برای ساخت لاکهید وای‌اف-۲۲ و نورثروپ وای‌اف-۲۳ انتخاب شدند. این دو هواگرد در سال ۱۹۹۱ آزمایش شدند و وای‌اف-۲۲ به عنوان طرح برتر انتخاب شد. این طرح، بعداً در ساخت اف-۲۲ رپتور به کار رفت.